# Al Deir
Al Deir (in arabo الدير‎?, al-Deir, "il monastero") è uno degli edifici più noti e più grandi dell'antica città di Petra in Giordania. È molto simile al Khazneh, anche se la sua facciata è meno ornata.

## Descrizione
Il monumento è ipogeo, la facciata è larga 45 metri e alta 42 metri. Alla sua sommità  è posta un'imponente urna funeraria alta 9 metri, accessibile da una scala. 
È una tomba o una costruzione che sembra legata a un rito funerario, probabilmente quello del re nabateo Obodas I divinizzato che accedette al trono nel 96 a.C. Successivamente l'edificio fu riutilizzato come monastero dai cristiani che gli diedero il nome attuale.
L'interno è composto da una grande stanza, nella parte inferiore della quale vi è un podio accessibile da una piccola scala.
L'arrivo di fronte al monumento avviene tramite un sentiero con scale di 800 gradini scavate nella roccia.
Questo monumento è protetto, poiché dal 6 dicembre 1985 il sito di Petra è iscritto nella lista del patrimonio mondiale dell'UNESCO.
È apparso nel film Transformers - La vendetta del caduto (2009).